# 布雷斯特站
布雷斯特站是法国的一个铁路车站，位于法国西部城市布雷斯特。布雷斯特站也是法国本土最西端的铁路车站。

## 位置
布雷斯特站位于布雷斯特市区的中部，老城区偏东。布雷斯特站是一个尽头式车站，列车只能从车站的东侧进出。

## 车站历史
布雷斯特站最初建于1865年，是法国巴黎－布雷斯特铁路的终点站，该铁路也是法国西北部最重要的铁路干线之一。1937年，布雷斯特站进行了重建，其主站房由法国建筑师于尔班·卡桑设计，现已成为法国文物保护单位。

## 停靠线路
以下列车线路在布雷斯特站停靠：
| 布雷斯特站列车线路表     |      |                        |          |              |
| 线路                     | 车种 | 上一站                 | 下一站   | 大致运行频率 |
| 巴黎—布雷斯特            | TGV  | 莫尔莱/朗代尔诺        | （终点） | 每天7趟左右  |
| 巴黎—布雷斯特            | TGV  | 圣布里厄/甘冈          | （终点） | 每周5趟左右  |
| 雷恩—布雷斯特            | TER  | 莫尔莱/朗代尔诺        | （终点） | 每天4趟左右  |
| 坎佩尔—布雷斯特          | TER  | 拉弗雷/朗代尔诺/沙托兰 | （终点） | 每天3~6趟    |
| 莫尔莱/朗代尔诺—布雷斯特 | TER  | 朗代尔诺/凯尔温        | （终点） | 每天5趟左右  |
| 南特—布雷斯特            | TER  | 坎佩尔                 | （终点） | 每周2趟左右  |
| 1.                       |      |                        |          |              |

## 配套交通

### 长途客车
布雷斯特站对应的大巴车上下车地点为布雷斯特汽车站（Gare routière de Brest），位于布雷斯特站正前方。
| 停靠布雷斯特站的大巴车 |                       |                                                                                 |
| 上下车地点             | 运营单位              | 主要目的地                                                                      |
| 布雷斯特 汽车站        | Eurolines             | 巴黎（可联程中转前往欧洲各地）                                                  |
| 布雷斯特 汽车站        | Flixbus               | - 圣布里厄、雷恩、巴黎 - 洛里昂、南特、昂热、图尔、克莱蒙费朗、里昂、格勒诺布尔 |
| 布雷斯特 汽车站        | Isilines              | 南特、洛里昂、瓦讷                                                              |
| 布雷斯特 汽车站        | Ouibus                | 南特、巴黎、雷恩                                                                |
| 布雷斯特 汽车站        | 菲尼斯泰尔省 城际客运 | 坎佩尔、卡赖普卢盖、普卢维安、普拉本内克、迪里农、勒孔屈埃、圣赫南等            |
| 布雷斯特 汽车站        | SNCF                  | 当铁路线施工或罢工时，SNCF可能会提供途径该线路沿途站点的大巴车                  |
| 1. 2. 3.               |                       |                                                                                 |

### 市内交通
| 布雷斯特站附近的市内公共交通线路 |                         |                                                            |
| 公交车站名称                     | 位置                    | 停靠线路                                                   |
| Gare                             | 布雷斯特站前方100米     | 公交1路                                                    |
| Liberté                          | 布雷斯特站北侧大约400米 | 有轨电车A线，公交1路、3路、4路、5路、7路、8路、9路、10路。 |
| 1.                               |                         |                                                            |

### 社会车辆
布雷斯特站南侧设有大型社会车辆露天停车场。

## 临近车站
| 布雷斯特站（Gare de Brest）    |                    |          |
| 上行车站                       | 线路               | 下行车站 |
| 凯尔温站 7.5km ←               | 巴黎－布雷斯特铁路 | （终点） |
| - 本表仅显示运营中的线路及车站 |                    |          |